# Steel Battalion: Heavy Armor
Steel Battalion: Heavy Armor (重鉄騎?, Jūtekki) è un videogioco sviluppato dalla FromSoftware e pubblicato dalla Capcom per Xbox 360. È il sequel di Steel Battalion e Steel Battalion: Line of Contact, pubblicati per Xbox. Il videogioco è stato annunciato in occasione del Tokyo Game Show 2012, e richiede il sensore Kinect. Il gioco infatti per essere giocato fa ricorso ad una combinazione del controller standard e del Kinect.

## Trama
Steel Battalion: Heavy Armor si svolge nell'anno 2082, in un mondo in cui i computer non esistono più in seguito alla diffusione di un microbo in grado di nutrirsi del silicio di cui sono fatti i microprocessori e che ha iniziato a diffondersi nel 2020. Tuttavia le forze militari hanno sviluppato delle nuove tecnologie per difendere i cittadini: dei potentissimi robot bipedi conosciuti come Vertical Tanks.